# Илинген (Сар)
Илинген (њем. Illingen) општина је у њемачкој савезној држави Сарланд. Једно је од 7 општинских средишта округа Нојнкирхен. Према процјени из 2010. у општини је живјело 17.624 становника. Посједује регионалну шифру (AGS) 10043112.

## Географски и демографски подаци
Илинген се налази у савезној држави Сарланд у округу Нојнкирхен. Општина се налази на надморској висини од 260–364 метра. Површина општине износи 36,1 km². У самом мјесту је, према процјени из 2010. године, живјело 17.624 становника. Просјечна густина становништва износи 488 становника/km².

## Међународна сарадња
| Мјесто | Држава    | Врста сарадње | Од    |
| ------ | --------- | ------------- | ----- |
|        | Француска | партнерство   | 1996. |
|        | Француска | партнерство   | 1972. |
|        | Француска | партнерство   | 1983. |
| Сивре  | Француска | партнерство   | 1988. |
| Извор  |           |               |       |